# Bukówka (Tyniec)
Bukówka (267 m) – wzgórze w Tyńcu w Krakowie. Pod względem administracyjnym należy do Dzielnicy VIII Dębniki. Pod względem geograficznym  należy do Wzgórz Tynieckich na Pomoście Krakowskim w obrębie makroregionu Bramy Krakowskiej. Wzgórza te włączone zostały w obszar Bielańsko-Tynieckiego Parku Krajobrazowego.
Bukówkę porasta las liściasty. Stoki wschodnie opadają do ulicy Dąbrowa. Przez las biegnie ścieżka, która jest popularnym miejscem do rekreacji, spacerów, a także uprawiania sportów.